# Hans Wilhelm Alt
Hans Wilhelm Alt (Hilden, 1945) é um matemático alemão, que trabalha com equações diferenciais parciais e suas aplicações.
Alt obteve o Abitur em 1965 no Helmholtz-Gymnasium Hilden. Obteve em 1971 um doutorado na Universidade de Göttingen, orientado por Erhard Heinz, com a tese Verzweigungspunkte von H-Flächen (Branching points of H-surfaces.)
Alt troneou-se professor do Instituto de Matemática Aplicada da Universidade de Bonn, onde aposentou-se em 2010. Em 2011 foi professor honorário da Universidade Técnica de Munique.
Foi palestrante convidado do Congresso Internacional de Matemáticos em Berkeley, Califórnia (1986).
Dentre seus alunos de doutorado constam Harald Garcke e Barbara Niethammer. É irmão do biomatemático Wolfgang Alt.

## Publicações selecionadas
- Lineare Funktionalanalysis 6th ed. [S.l.]: Springer Verlag. 2012. ISBN 978-3-642-22260-3. doi:10.1007/978-3-642-22261-0
- com Luis Caffarelli and Avner Friedman: «Axially symmetric jet flows». Archive for Rational Mechanics and Analysis. 81: 97–149. 1983. doi:10.1007/BF00250648
- com Stephan Luckhaus: «Quasilinear elliptic-parabolic differential equations». Mathematische Zeitschrift. 183: 311–341. 1983. doi:10.1007/BF01176474
- com L. Caffarelli and  A. Friedman: «A free boundary problem for quasi-linear elliptic equations». Annali della Scuola Normale Superiore di Pisa - Classe di Scienze. 11 (1): 1–44. 1984
- com L. Caffarelli and A. Friedman: «Variational problems with two phases and their free boundaries». Transactions of the American Mathematical Society. 282 (2): 431–461. 1984. doi:10.1090/S0002-9947-1984-0732100-6